# أليكساندر شابوت
أليكساندر شابوت (بالفرنسية: Alexandre Chabot)‏ هو متسلق صخور ‏ فرنسي، ولد في 27 ديسمبر 1981 في رانس في فرنسا.

## وصلات خارجية
- الموقع الرسمي
- أليكساندر شابوت على موقع الاتحاد الدولي لرياضة التسلق (الإنجليزية)
- أليكساندر شابوت على موقع الجمعية الدولية للألعاب العالمية (الإنجليزية)